# Corybas
Corybas là một chi nhỏ chứa các loài phong lan (họ Orchidaceae), được đặt tên theo một vị thần của Samothrace là Corybas.

## Các loài
- Corybas acuminatus (New Zealand).
- Corybas cheesemanii, Spurred helmet orchid (New Zealand).
- Corybas diemenicus (Australia).
- Corybas fimbriatus, Fringed helmet orchid (Australia).
- Corybas kaimai (New Zealand).
- Corybas macranthus, Spider orchid (New Zealand).
- Corybas oblongus (New Zealand).
- Corybas trilobus, Spider orchid (New Zealand).
- Corybas unguiculatus, Small helmet orchid (Australia).

Danh sách này không đầy đủ, bạn cũng có thể giúp mở rộng danh sách.